# (2050) Francis
(2050) Francis est un astéroïde de la ceinture principale.

## Description
(2050) Francis est un astéroïde de la ceinture principale. Il fut découvert le 28 mai 1974 à l'Observatoire Palomar par Eleanor Francis Helin. Il présente une orbite caractérisée par un demi-grand axe de 2,32 UA, une excentricité de 0,24 et une inclinaison de 26,6° par rapport à l'écliptique.

## Compléments